# Priwodino
Priwodino (russisch Приводино) ist eine Siedlung städtischen Typs in Nordwestrussland. Der Ort gehört zur Oblast Archangelsk und hat 3161 Einwohner (Stand 14. Oktober 2010). Er befindet sich im Rajon Kotlas.

## Geographie
Priwodino befindet sich an einer Flussbucht am linken Ufer der Nördlichen Dwina, etwa 490 km südöstlich der Oblasthauptstadt Archangelsk. Die Siedlung liegt im Süden des Rajons Kotlas, nahe der Grenze zum Rajon Weliki Ustjug, der Oblast Wologda. Die nächstgelegene Stadt ist Krassawino, etwa 13 km südlich von Priwodino. Die Stadt Kotlas, das administrative Zentrum des Rajon, befindet sich etwa 20 km nördlich. In der Siedlung mündet der Fluss Jara in die Flussbucht der Nördlichen Dwina.

## Geschichte
Das Dorf Priwodino entstand in der Nähe des ehemaligen Spasso-Priluzki Nikolajewski Männerklosters (Спасо-Прилуцкий Николаевский мужской монастырь). Auf Grund seiner Lage an einer Flussbucht der Nördlichen Dwina diente das Dorf seit Ende des 19. Jahrhunderts als Winterdepot und Reparaturbasis für die dort ansässige Schiffsflotte. Im Jahr 1941 erhielt Priwodino den Status einer Siedlung städtischen Typs. In den Nachkriegsjahren wuchs die Siedlung mit dem Ausbau der Schiffsreparaturbasis. Ende der 1960er Jahre wurde durch die Siedlung die Gaspipeline Nordlicht (Сияние Севера) gebaut. In der Folge entstanden hier weitere Gas- und Erdölpipelines sowie eine Pumpstation. Im Jahr 1994 wurde die Schiffsreparaturbasis in Priwodino aufgelöst.

## Einwohnerentwicklung
Die folgende Übersicht zeigt die Entwicklung der Einwohnerzahlen von Priwodino.
| Jahr | Einwohner |
| ---- | --------- |
| 1959 | 3534      |
| 1970 | 2849      |
| 1979 | 3058      |
| 1989 | 3154      |
| 2002 | 3264      |
| 2010 | 3161      |

Anmerkung: Volkszählungsdaten

## Wirtschaft und Verkehr
Durch die Priwodino verläuft die Trasse R157 zwischen Krassawino und Kotlas. Westlich der Siedlung liegt die Eisenbahnstation Priwodino. Über die Station Jadricha 13 km nördlich von Priwodino besteht ein Anschluss an das Netz der russischen Eisenbahn, sowie dem Eisenbahnknotenpunkt Kotlas. Wichtigster Wirtschaftszweig der Siedlung ist die Öl- und Gasindustrie.